# Strike Fighter 2: Europe
Strike Fighters 2 : Europe è un (simulatore di volo / combattimento) basato su Wings Over Europe ambientato nello scenario di un'ipotetica terza guerra mondiale nel vecchio continente, durante il periodo della Guerra fredda. Pubblicato nel 2009, il gioco è principalmente riscritto per lavorare su Vista e Windows 7.
Il gioco include una grande varietà di armi per caccia jet da poter impiegare in vari tipi di missioni come MIG-CAP (pattuglia da combattimento aereo MiG), attacco, supporto aereo, e ricognizione.
Il gioco è basato sul motore di gioco Strike Fighters Flight Simulator è venne sviluppato da Third Wire Productions.
Anche se può essere installato da solo, questo titolo può essere installato con Strike Fighters 2.

## Aerei

### Aerei giocabili
Il gioco standard contiene i seguenti aerei alleati pilotabili:
- Vought A-7D Corsair II
- Fairchild A-10A Thunderbolt II
- North American F-100D Super Sabre
- Republic F-105D Thunderchief
- McDonnell Douglas F-4 Phantom II, versioni C/D/E/F/M
- McDonnell Douglas F-15A Eagle
- Hawker Harrier versioni GR.1/3.
- Hawker Hunter versioni F.6/FGA.9.

### Aerei alleati non giocabili
Il gioco contiene i seguenti aerei non pilotabili:
- Dassault Mirage III
- Dassault Mirage 5
- Dassault MD 452 Mystère II
- Dassault Super Mystère
- Lockheed F-104 Starfighter
- Martin B-57B Canberra
- Republic F-84F Thunderstreak

### Aerei sovietici controllati dall'IA
- Antonov An-12 "Cub"
- Ilyushin Il-28 "Beagle"
- Mikoyan-Gurevich MiG-17 "Fresco"
- Mikoyan-Gurevich MiG-19 "Farmer"
- Mikoyan-Gurevich MiG-21 "Fishbed"
- Mikoyan-Gurevich MiG-23 "Flogger"
- Sukhoi Su-7 "Fitter"
- Tupolev Tu-16 "Badger"
- Tupolev Tu-22 "Blinder"